# Adalberto Donadelli Júnior
Adalberto Donadelli Júnior (Paranavaí, 26 de dezembro de 1974) é um prelado brasileiro da Igreja Católica, bispo da Diocese de Rio do Sul.

## Biografia
Adalberto Donadelli Junior nasceu em Paranavaí (PR) no dia 26 de dezembro de 1974. Filho de Adalberto Donadelli (em memória) e Elza Zanardi Donadelli. Entrou para o Seminário dos Missionários Servos dos Pobres, em Curitiba (PR), em 1990.
Cursou a Faculdade de Filosofia, no Studium OSBM, em Curitiba (PR), de 1997 a 1999. No ano 2.000, ingressou no seminário teológico da Diocese de Joinville. Cursou a Faculdade de Teologia no Instituto de Teologia de Santa Catarina (ITESC), em Florianópolis de 2000 a 2003. Em 14 de agosto de 2004 foi ordenado diácono. Foi ordenado Presbítero no dia 16 de outubro de 2004, em Joinville, pela imposição das mãos de Dom Orlando Brandes. Fez mestrado em Teologia Espiritual pelo Teresianum em Roma, de 2009 a 2011.
Após sua ordenação presbiteral, exerceu as seguintes funções: vigário paroquial da paróquia Senhor Bom Jesus em Guaramirim (SC), 2004; Vigário paroquial da paróquia Cristo Ressuscitado em Joinville (SC), 2005; Reitor do seminário menor e propedêutico Divino Espírito Santo em Joinville (SC) de 2006 a 2009; Membro do conselho de Presbíteros e Consultores de 2006 a 2008; Fez a escola sacerdotal do movimento Focolar em Loppiano, Florença, na Itália, 2009; Reitor do Seminário Teológico Nossa Senhora de Guadalupe da diocese de Joinville na cidade de Florianópolis de 2011 a 2018.
Também foi administrador da paróquia São Luís Gonzaga em Joinville, 2013; Conselheiro Espiritual das equipes de Nossa Senhora de 2013 a 2024; Pároco da paróquia Nossa Senhora do Rosário em Joinville, 2014; Pároco da Paróquia São João Batista em Garuva (SC) de 2016 a 2019; Membro do conselho de presbíteros e Consultores de 2012 a 2014; Coordenador da Pastoral presbiteral de 2012 a 2014; Membro do Colégio de Consultores e Conselho de presbíteros de 2019 a 2024; Professor de Teologia na Faculdade de Teologia de Santa Catarina (FACASC) de 2011 a 2023; Professor de Teologia da Centro Universitário - Católica de Santa Catarina, 2018 e 2019; Presidente da Osib do Regional Sul 4, 2024; Reitor do Seminário Filosófico São Francisco Xavier da Diocese de Joinville na cidade de Brusque de 2019 a 2024.

### Bispo de Rio do Sul
Em 7 de junho de 2024 foi nomeado pelo Papa Francisco bispo da diocese de Rio do Sul. A Missa de ordenação episcopal aconteceu dia 10 de agosto, na Paróquia Nossa Senhora do Perpétuo Socorro em Joinville, sendo o ordenante principal Francisco Carlos Bach, Bispo de Joinville, coadjuvado por Orlando Brandes, arcebispo de Aparecida e Onécimo Alberton, bispo auxiliar de Florianópolis e seu antecessor. A posse na Diocese de Rio do Sul aconteceu no dia 24 de agosto na Catedral São João Batista de Rio do Sul.